# قائمة شواطئ لبنان

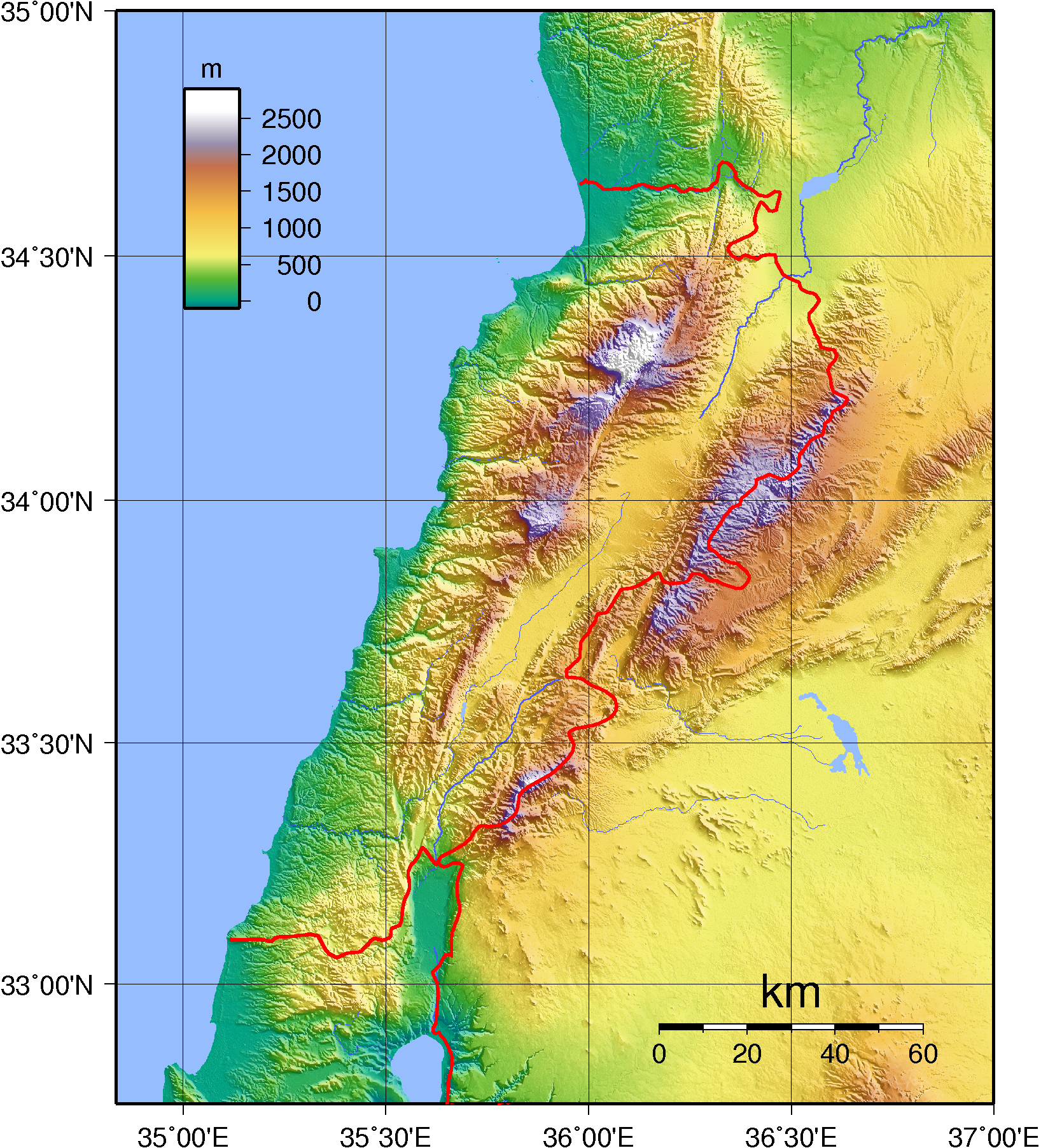
طبوغرافية لبنان ومحاداته للساحل المتوسطي على طول حدوده الغربية

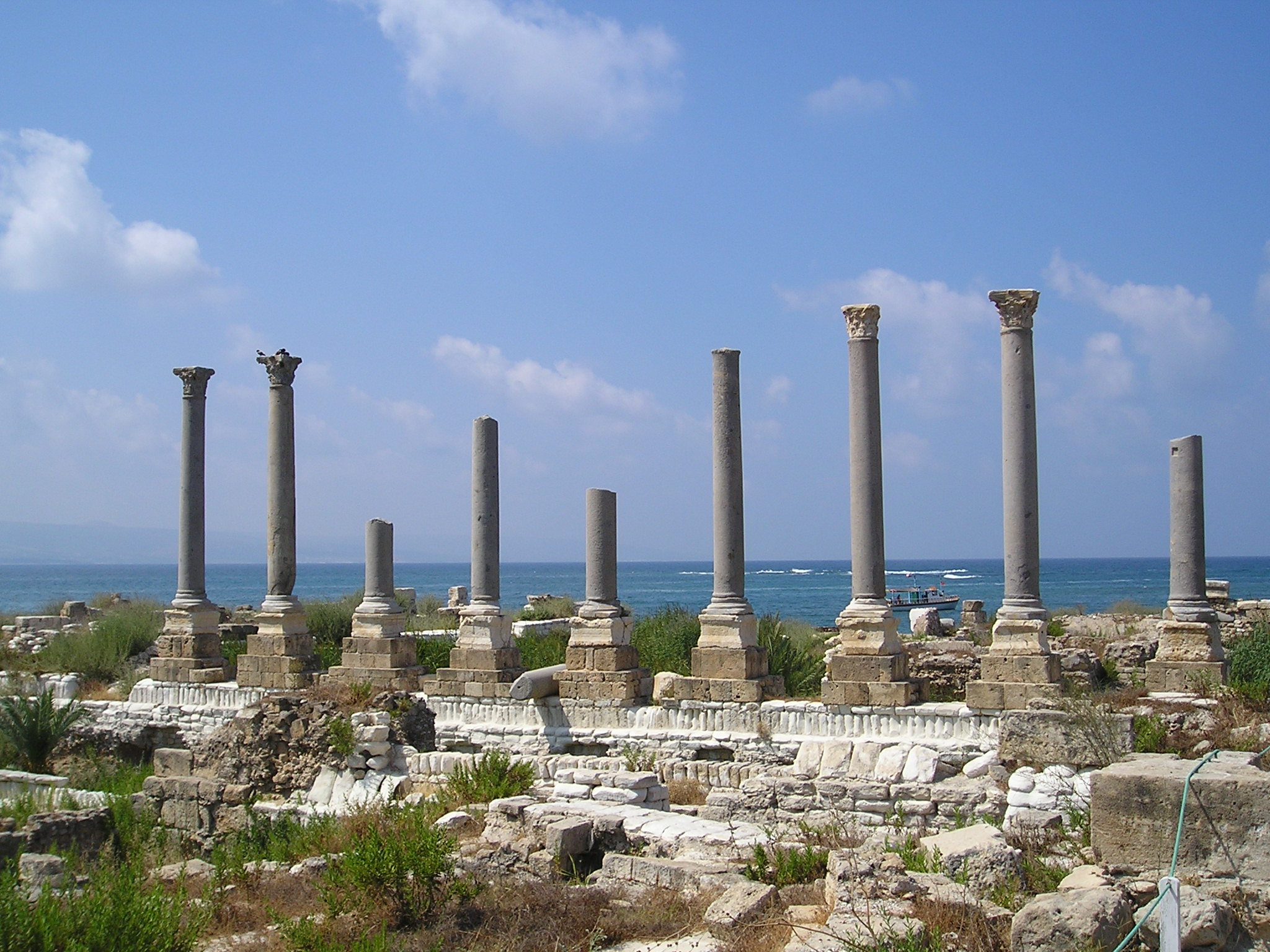
أثار تاريخية بجانب شاطيء في لبنان

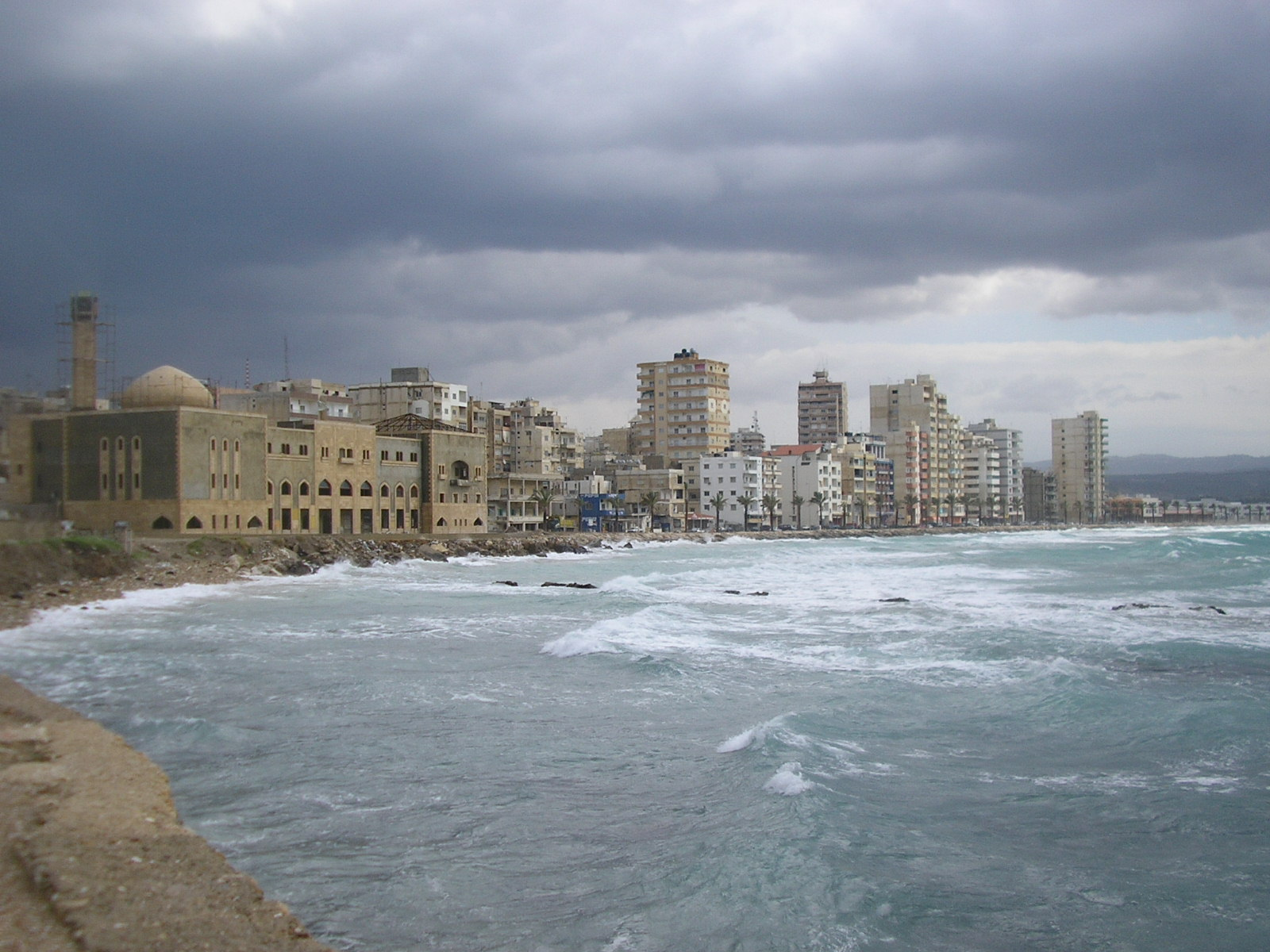
شاطيء مدينة صور أحد أعرق مدن لبنان والعالم التي تعود إلى عهد الحضارة الفينيقية الساحلية، وتسجل في قائمة اليونيسكو ضمن أحد أقدم 10 مدن في تاريخ الحضارة الإنسانية

يعتبر لبنان بلدا ساحليا بامتياز، وأول حضارة في تاريخ لبنان هي حضارة بحرية ارتبطت بتاجرة أعالي البحار واكتشاف العالم الخارجي على امتداد البحر المتوسط بل وصلت رحلاتها إلى سواحل المحيط الأطلسي في العالم القديم، وهي الحضارة الفينيقية، حيث توجد أربع مدن لبنان الفينيقية مسجلة من أقدم مدن التاريخ الإنساني وعلى رأسها مدينة صور، وتمتد سواحل لبنان على طول ما يقارب 200 كيلومتر، وينتشر على امتداد هذا الساحل المتوسطي عشرات الشواطيء والمسابح والمنتجعات السياحية التي تعتبر عنصرا هاما ومميزا للسياحة والأستجمام. وتتميز شواطئ لبنان المنتشرة بكثرة بأنها المكان الأول للسياح الداخليين من لبنان أو السياح الأجانب، خصوصا في فصل الصيف الحار، أو لممارسة الأنشطة الرياضية المرتبطة بالبحر.

## قائمة بأهم شواطيء لبنان

الموقع الجغرافي ل لبنان على المستديرة الأرضية (كوكب الأرض) في منطقة الشام شرق المتوسط على جنوب حوض المتوسط.

يصل طول الشاطئ اللبناني إلى 200 كم، ويبلغ عدد الأيام المشمسة في البلاد قرابة 300 يوم، مما يجعله مقصدًا بارزًا لمحبي الاستجمام والنشاطات والرياضات البحرية المتنامية في أماكن مختلفة من البلاد. وهذه قائمة تضم أهم شواطيء لبنان السياحية والاستجمامية على ساحله المتوسطي:
| اسم الشاطيء اللبناني | صورة الشاطيء اللبناني | فكرة عامة |
| -------------------- | --------------------- | --- |
| شاطيء عمشيت          |                       | شاطيء عمشيت هو أحد شواطيء لبنان المتوسطية، يعتبر مركز جذب للمواطنين من كافة أنحاء البلاد. يعتبر من أهم مناطق الجذب السياحي من نوع السياحة الشاطئية. |
| شاطيء صور            |                       | يعتبر من أكثر الشواطئ اللبنانية جذبا في السياحة الشاطئية، خصوصاً في منطقة الخيم والجمل، ومن أنظف شواطيء لبنان، ذو إدارة حمائية مستحسنة حيث يعتبر محمية بيئية للسلاحف الكبيرة ولتواجد تراث حضاري قديم لمدينة صور القديمة الغارقة تحت ساحلها المتوسطي.                                |
| شاطيء البترون        |                       | شاطيء البترون هو شاطيء كبير، يضم شاطئ كفرعبيدا وغيرها من النقاط الساحلية، وكفرعبيدا هي إحدى القرى اللبنانية من قرى قضاء البترون في محافظة الشمال. شاطيء البترون الكبير بمعظم شواطئ صخرية مع وجود بعض ثغور للشواطئ الرملية،-                                                        |
| شاطيء شكا            |                       | إلى حدود معطيات سنة 2018/2017 يعاني من تفاقم آفة التلوث البيئي، نظرا لوجود عدة مصانع مختلفة وفي ظل غياب سياسة حمائية للبيئة المحلية وإدارة مخلفات المصانع والنفايات، فقد أصبحت بلدة شكا ومعها شاطيء شكا والبيئة البحرية مهددة بشكل كبير من آفة التلوث والتدهور البيئي              |
| شاطيء طبرجا          |                       | شاطيء طبرجا، هو شاطيء لبناني في قرية طبرجا الساحلية في لبنان من قرى قضاء كسروان في محافظة جبل لبنان. على البحر الأبيض المتوسط من الغرب وجبال لبنان البانورامية من الشرق تقع مدينة طبرجا الساحلية وشاطؤها المتوسطي الجذاب، الذي سمي على اسم مدينة طبرجا.                            |
| شاطيء جونية          |                       | أحد أجمل شواطيء لبنان، فيه يعانق الجبل الساحل.شاطيء جذب سياحي بامتياز يتوفر على كل المؤهلات السياحية من نظافة وتنظيم وبنية تحتية لا بأس بها من فنادق ونقل يضم تلفريك سياحي، الذي يمكِّن المتنقل والسائح من مشاهدة المدينة من العالية في مشهد يجمع بين الساحل والجبل والأفق والعمارة. |